# Gonocalyx portoricensis
Gonocalyx portoricensis är en ljungväxtart som först beskrevs av Ignatz Urban, och fick sitt nu gällande namn av A. C. Smith. Gonocalyx portoricensis ingår i släktet Gonocalyx och familjen ljungväxter. Inga underarter finns listade i Catalogue of Life.